# Ернст II (Саксония-Кобург и Гота)
Ернст II Август Йоханес Леополд Александер Едуард фон Саксония-Кобург и Гота (на немски: Ernst II August Karl Johannes Leopold Alexander Eduard Herzog von Sachsen-Coburg-Gotha; * 21 юни 1818, Кобург; † 22 август 1893, дворец Рейнхардсбрун при Гота) от рода на Ернестинските Ветини, е херцог на Саксония-Кобург и Гота (1844 – 1893).

## Живот
Той е първият син на херцог Ернст I фон Саксония-Кобург и Гота (1784 – 1844) и първата му съпруга принцеса Луиза Сакс-Гота-Алтенбург (1800 – 1831), дъщеря на херцог Август фон Саксония-Гота-Алтенбург (1772 – 1822) и принцеса Луиза Шарлота фон Мекленбург-Шверин (1779 – 1801).
През 1824 г. майка му трябва да напусне синовете си и херцогството. Родителите му се развеждат на 31 март 1826 г. Брат му Алберт (1819 – 1861) се жени на 10 февруари 1840 г. за британската кралица Виктория (1819 – 1901).
Ернст II учи при чичо си Леополд, по-късният крал на Белгия, в Брюксел. От юни 1836 до април 1837 г. Ернст следва в Брюксел математика, философия, чужди езици и държавно право, след това три семестъра право и философия в Бон. От ноември 1839 г. той служи в кавалерийски гвардейски полк в Дрезден, в тамошния двор получава музикално-културно обучение. През 1842 г. напуска саксонската военна служба като генерал-майор на кавалерията.
Ернст II се жени на 3 май 1842 г. в Карлсруе за принцеса Александрина фон Баден (* 6 декември 1820, Карлсруе; † 20 декември 1904, дворец Каленберг), най-възрастната дъщеря на велик херцог Леополд фон Баден (1790 – 1852) и София Вилхелмина фон Холщайн-Готорп (1801 – 1865), дъщеря на шведския крал Густав IV Адолф. Те нямат деца.
На 29 януари 1844 г. на 25 години Ернст II получава титлата херцог на Саксония-Кобург и Гота. През 1854 г. той, като първи европейски княз, посещава император Наполеон III.
Той умира бездетен на 22 август 1893 г. на 75 години в дворец Рейнхардсбрун, при Гота. Погребан е в гробището на Кобург в мавзолея, който той построява от 1853 до 1858 г. като погребално място на княжеската фамилия. Наследен е от племенника му Алфред, син на брат му Алберт и кралица Виктория.
- Ернст с брат му Алберт и майка им Луиза
- Принцеса Александрина фон Баден, съпругата на Ернст II
- Ернст II фон Саксония-Кобург и Гота